# Rakov
Rakov (deutsch Rakau) ist eine Gemeinde in Tschechien. Sie liegt sieben Kilometer südlich von Hranice und gehört zum Okres Přerov.

## Geographie
Rakov liegt südlich des Maleníkwaldes in der Podbeskydská pahorkatina. Nordwestlich erhebt sich der Maleník (479 m), im Osten die Hranečníky (333 m), südlich die Mezicestí (337 m) und im Westen der Pavelák (366 m).
Nachbarorte sind Paršovice im Norden, Opatovice im Nordosten, Malhotice im Osten, Rouské und Všechovice im Südosten, Býškovice im Süden sowie Horní Nětčice und Dolní Nětčice im Südwesten.

## Geschichte
Das Dorf entstand im Zuge der slawischen Besiedlung des Gebietes Záhoří. Erstmals urkundlich erwähnt wurde es unter dem Namen Racowe im Jahre 1371, als Jan von Dobrotice das Dorf zusammen mit Paršovice und Valšovice an Vok von Krawarn verkaufte, der die neu erworbenen Orte seiner Herrschaft Helfstein zuschlug. 1374 wurde Lacek I. von Krawarn Besitzer von Helfstein. Während der Herrschaft Laceks, der ein Anhänger der Lehre von Jan Hus war, kamen Hussiten in die Gegend. Nach den Krawarn folgte das Geschlecht der Grafen von Würben und Freudenthal. Deren Besitz wurde nach der Schlacht am Weißen Berg konfisziert und die Herrschaft Helfstein 1622 dem Olmützer Bischof, Kardinal Franz Xaver von Dietrichstein geschenkt. Unter den Dietrichsteinern setzte die Rekatholisierung ein. Nach der Aufgabe der Burg Helfstein wurde Rakov der Herrschaft Weißkirchen untertänig.
Nach der Aufhebung der Patrimonialherrschaften wurde Rakow 1849 eine selbstständige Gemeinde in der Bezirkshauptmannschaft Mährisch Weißkirchen. Seit 1872 trägt die Gemeinde den Namen Rakov. Im Jahre 1930 hatte das Dorf 463 Einwohner.
Im Zuge der Gebietsreform von 1960 und der Auflösung des Okres Hranice wurde Rakov zum 1. Jänner 1961 dem Okres Přerov zugeordnet.

## Sehenswürdigkeiten
- Kruzifix
- Glockenturm, errichtet 1968
- Kapelle der Kreuzerhöhung, errichtet um 1850

## Gemeindegliederung
Für die Gemeinde Rakov sind keine Ortsteile ausgewiesen.